# Весенній
Весе́нній (рос. Весенний) — селище у складі Оренбурзького району Оренбурзької області, Росія.
Стара назва — Плодопитомник.

## Населення
Населення — 1797 осіб (2010; 804 у 2002).
Національний склад (станом на 2002 рік):
- росіяни — 83 %